# Дмитрий Кузнецов
Дмитрий Кузнецов е бивш руски футболист. В началото на кариерата си е полузащитник, но по-късно е преквалифициран в краен защитник. Кузнецов е капитан на ЦСКА Москва през 1987, 1989 и 1991 г.

## Кариера
Като юноша играе във ФШМ Москва, заедно с братята Юрий и Николай Савичеви. Привлечен е от ПФК ЦСКА Москва през 1984. Става титуляр в състава на „армейците“, който крета между Висшата дивизия на СССР и Първа лига. През 1989 ЦСКА печели Първа лига, а на следващия сезон завършва на второ място в шампионата на СССР. През сезон 1991 Дмитрий е капитан на тима. Тогава армейците постигат дубъл, като печелят титлата и купата на СССР. След разпадането на СССР Кузнецов получава предложения от отбори като Евертън и Верона, но преминава в испанския Еспаньол за 1 млн. евро. Там той играе заедно с още трима бивши играчи на ЦСКА – Дмитрий Галямин, Андрей Мох и Игор Корнеев. Още в дебютния си мач отбелязва гол, въпреки че играе с контузия. Участва на Евро 1992 с отбора на ОНД. След европейското обаче е върнат в ЦСКА Москва, защото 800 000 от трансферната сума не са изплатени. В крайна сметка се оказва, че парите са откраднати от агент, а Кузнецов вкарва 5 гола в 7 мача за 3 месеца.
През 1993 се завръща в Еспаньол и успява да стане основен играч. Избран е за най-добър чуждестранен играч в Сегунда Дивисион за 1993/94 и помага на отбора да спечели промоция за Премиера. С идването на новия треньор Хосе Камачо тримата руснаци в отбора (Кузнецов, Корнеев и Галямин) престават да попадат в стартовия състав. Дмитрий записва едва 5 мача и в началото на 1995 г. преминава във втородивизионния Лерида, но там често е преследван от травми и не успява да разкрие пълния си потенциал. След сезон там е привлечен от Депортиво Алавес. През 1996 играе 1 сезон в Осасуна. Въпреки възможността да остане в Испания, Кузнецов решава да се завърне в ЦСКА.
През 1997 Кузнецов се завръща в ЦСКА, като изиграва 30 мача. След уволнението на Павел Садирин, Дмитрий е продаден на Арсенал Тула. В Тула Кузнецов получава заплатата си само веднъж за половин година и напуска като свободен агент. През 1999 г. преминава в Локомотив Нижни Новгород, където играе с бившите си съотборници Дмитрий Бистров и Владимир Татарчук. През 2000 играе в Сокол Саратов, като печели 1 дивизия. На следващия сезон той помага на отбора да заеме 8 място в Премиер лигата. През 2002, когато е на 37 години, подписва с Торпедо-ЗИЛ. На полусезона отива във Волгар-Газпром (Астрахан). Последният мач в кариерата му е срещу Черноморец (Новороссийск) в Първа дивизия.